# Lijst van Prince of Tennis Musicals
Musical The Prince of Tennis (ミュージカル・テニスの王子様 Myūjikaru Tenisu no Ōjisama?), ook bekend als de "Tenipuri Musicals", "Tenimyu" of "Gekipuri" is een serie van Japanese musicals geregisseerd door Yukio Ueshima (en later ook Shinnosuke Motoyama). De musicals zijn gebaseerd op de Prince of Tennis manga serie door Konomi Takeshi, die tussen 1999 en 2008 gepubliceerd werd door Shueisha in het tijdschrift Weekly Shonen Jump.
De eerste musical ging in première in de Golden Week van 2003 en maakte onverwachts succes, voornamelijk bij het vrouwelijk publiek. De vraag naar meer merchandise nam toe en dit moedigde Marvelous Entertainment aan om door te gaan met de musical series.
Na 7 jaar, 22 musicals, 5 bezettingen en ongeveer 150 verschillende acteurs kwam het "eerste seizoen" met de uitvoering van Dream Live 7th op 23 mei 2010 tot een eind. Niet lang daarna werd de start van een "tweede seizoen" aangekondigd dat eerder dit jaar in première ging. Het nieuwe seizoen heeft een compleet nieuwe bezetting en een nieuw scenario, maar zal hetzelfde verhaal dekken als het eerste seizoen.
Deze Lijst van Prince of Tennis Musicals biedt een gedetailleerd en chronologisch overzicht van alle musicals to nu toe. (Let op: Namen zijn gegeven in Westerse volgorde (voornaam-achternaam))

## Eerste Seizoen

#### Musical The Prince of Tennis
Musical Tennis no Oujisama
- Jaar: 2003
- Datum & Plaats: 30 april – 5 mei: Tokyo Metropolitan Art Space (Tokyo), 7 augustus – 8 augustus: Nippon Seinen-kan Hall (Tokyo), 13 augustus – 15 augustus: Sankei Hall(Osaka)
- Regisseur/ Choreograaf:Yukio Ueshima
- Scenario: Yuuji Mitsuya
- Verhaal: Dekt het verhaal vanaf Ryoma's aankomst in Japan tot het eind van de Seigaku Ranking Wedstrijden.
- Opmerkingen: Tijdens de zomeruitvoeringen (7 t/m 15 augustus 2003), werden de rollen van Eiji Kikumaru en Takashi Kawamura respectievelijk gespeeld door Takashi Nagayama and Ryoji Morimoto.
- Rollen: Kotaro Yanagi als Ryoma Echizen, Eiji Takigawa als Kunimitsu Tezuka, Yuichi Tsuchiya als Shuichiro Oishi, Kimeru als Shusuke Fuji, Yamazaki Ichitaro als Eiji Kikumaru, Yoshitsugu Abe als Takashi Kawamura, Sota Aoyama als Sadaharu Inui, Eiji Moriyama als Takeshi Momoshiro, Naoya Gomoto als Kaoru Kaidoh, Yusuke Ishibashi als Satoshi Horio, Toshiyuki Toyonaga als Kachiro Kato, Masaru Hotta als Katsuo Mizuno, Jiro Morikawa als Masashi Arai, Terumichi Kamai als Masaya Ikeda, Masaki Osanai als Daisuke Hayashi, Katsuo als Sasabe and Yukio Ueshima als Najiroh Echizen
- Zomeruitvoeringen:[7] Takashi Nagayama als Eiji Kikumaru and Ryoji Morimoto als Takashi Kawamura and Takeshi Matsumura als Sasabe

#### Remarkble 1st Match Fudomine
Remarkble 1st Match Fudomine
- Jaar: 2003 - 2004
- Datum & Plaats: 30 – 31 december 2003: Yuupouto kan’i hoken Hall (Tokyo), 1 - 5 januari 2004: Mielparque Hall (Osaka)
- Regisseur/Choreograaf: Yukio Ueshima
- Muziek: Toshihiko Sahashi
- Scenario: Yuuji Mitsuya
- Verhaal: Dekt de wedstrijden tussen Seigaku en Fudomine.
- Opmerkingen: De oorspronkelijk bezetting had Kotaro Yanagi in de rol van Ryoma Echizen, Kimeru als Shusuke Fuji en Takashi Nagayama als Eiji Kikumaru. Echter, minder dan twee weken voor de première raakte Yanagi betrokken bij een auto-ongeluk en werd (met zeer ernstige verwondingen) opgenomen in het ziekenhuis. Kimeru nam daarop de rol van Echizen over, Nagayama werd verschoven naar de rol van Fuji en Yamazaki Ichitaro kwam terug als Kikumaru.
- Rollen:
  - Seigaku: Kimeru als Ryoma Echizen, Eiji Takigawa als Kunimitsu Tezuka, Yuichi Tsuchiya als Shuichiro Oishi, Takashi Nagayama als Shusuke Fuji, Yamazaki Ichitaro als Eiji Kikumaru, Yoshitsugu Abe als Takashi Kawamura, Sota Aoyama als Sadaharu Inui, Eiji Moriyama als Takeshi Momoshiro, Naoya Gomoto als Kaoru Kaidoh, Yusuke Ishibashi als Satoshi Horio, Toshiyuki Toyonaga als Kachiro Kato, Masaru Hotta als Katsuo Mizuno and Yukio Ueshima als Nanjiroh Echizen
  - Fudomine: Takuma Sugawara als Kippei Tachibana, Ryōsei Konishi als Shinji Ibu, Matsui Yasuyuki als Akira Kamio, Mamoru Miyano als Tetsu Ishida, Shun Takagi als Masaya Sakurai

#### Dream Live 1st
Dream Live 1st
- Jaar: 2004
- Datum & Plaats: 13 juni: Tokyo Metropolitan Gymnasium (Sendagaya, Tokyo)
- Regisseur/ Choreograaf: Yukio Ueshima
- Muziek: Toshihiko Sahashi
- Scenario: Yuuji Mitsuya
- Verhaal: Eerste Live Concert
- Opmerkingen: Debuut van Yuya Endo als de nieuwe Ryoma Echizen. Met een gastoptreden van Shinji Ibu.
- Rollen:
  - Seigaku: Yuya Endo als Ryoma Echizen, Eiji Takigawa als Kunimitsu Tezuka, Yuichi Tsuchiya als Shuichiro Oishi, Kimeru als Shusuke Fuji, Takashi Nagayama als Eiji Kikumaru, Yoshitsugu Abe als Takashi Kawamura, Sota Aoyama als Sadaharu Inui, Eiji Moriyama als Takeshi Momoshiro, Naoya Gomoto als Kaoru Kaidoh, Yusuke Ishibashi als Satoshi Horio, Toshiyuki Toyonaga als Kachiro Kato, Masaru Hotta als Katsuo Mizuno and Yukio Ueshima als Najiroh Echizen
  - Fudomine: Ryōsei Konishi als Shinji Ibu

#### More than Limit St.Rudolph
More than Limit St.Rudolph Gakuen
- Jaar: 2004
- Datum & Plaats: 29 juli – 8 augustus: Tokyo Metropolitan Art Space (Tokyo), 11 augustus - 15 augustus 2004: Shinkobe Oriental Theater (Kobe)
- Regisseur/ Choreograaf: Yukio Ueshima
- Muziek: Toshihiko Sahashi
- Scenario: Yuuji Mitsuya
- Verhaal: Dekt de wedstrijden tussen Seigaku en St.Rudolph.
- Opmerkingen: Kengo Ohkuchi en Eiki Kitamura respectievelijk, nemen tijdelijk de rollen van Tezuka en Kawamura over.
- Rollen:
  - Seigaku: Yuya Endo als Ryoma Echizen, Kengo Ohkuchi als Kunimitsu Tezuka, Yuichi Tsuchiya als Shuichiro Oishi, Kimeru als Shusuke Fuji, Takashi Nagayama als Eiji Kikumaru, Eiki Kitamura als Takashi Kawamura, Sota Aoyama als Sadaharu Inui, Eiji Moriyama als Takeshi Momoshiro, Naoya Gomoto als Kaoru Kaidoh, Yusuke Ishibashi als Satoshi Horio, Toshiyuki Toyonaga als Kachiro Kato and Masaru Hotta als Katsuo Mizuno
  - St. Rudolph: Hidemasa Shiozawa als Hajime Mizuki, KENN als Yuuta Fuji, Kenji Aoki als Yoshirou Akazawa, Mitsuyoshi Shinoda als Shinya Yanagisawa, Ryosuke Kato als Atsushi Kisarazu, Yuki Ohtake als Ichirou Kaneda

#### Side Fudomine ~Special Match~
Side Fudomine ~Special Match~
- Jaar: 2004 - 2005
- Datum & Plaats:29 december 2004 – 2 januari 2005: Tokyo Metropolitan Art Space (Tokyo)
- Regisseur/ Choreograaf: Yukio Ueshima
- Muziek: Toshihiko Sahashi
- Scenario: Yuuji Mitsuya
- Verhaal: Dekt de wedstrijden tussen Seigaku en Fudomine.
- Opmerkingen: Re-run van Remarkable 1st Match Fudomine. Tijdens de uitvoering van deze musical keerde Kotaro Yanagi terug en deelde de rol van Ryoma Echizen met Yuya endo. Yanagi deed de still-acting scènes, waar Endo the dans en tennis choreografie voor zijn rekening nam. Ook, de Graduation Show van de eerste Seigaku-bezetting.
- Rollen:
  - Seigaku: Kotaro Yanagi als Ryoma Echizen, Yuya Endo als Ryoma Echizen, Eiji Takigawa als Kunimitsu Tezuka, Yuichi Tsuchiya als Shuichiro Oishi, Kimeru als Shusuke Fuji, Takashi Nagayama als Eiji Kikumaru, Yoshitsugu Abe als Takashi Kawamura, Sota Aoyama als Sadaharu Inui, Eiji Moriyama als Takeshi Momoshiro, Naoya Gomoto als Kaoru Kaidoh, Yusuke Ishibashi als Satoshi Horio, Toshiyuki Toyonaga als Kachiro Kato, Masaru Hotta als Katsuo Mizuno and Yukio Ueshima als Nanjiroh Echizen
  - Fudomine: YOH als Kippei Tachibana, Ryōsei Konishi als Shinji Ibu, Yuki Fujiwara als Akira Kamio, Mamoru Miyano als Tetsu Ishida and Shun Takagi als Masaya Sakurai

#### In Winter 2004-2005 Side Yamabuki Feat. St. Rudolph Gakuen
Side Yamabuki
- Jaar:2005
- Datum & Plaats: 8 januari – 10 januari: Osaka Mielparque Hall (Osaka), 20 januari – 23 januari: Tokyo Mielparque Hall (Tokyo)
- Regisseur/ Choreograaf: Yukio Ueshima
- Muziek:Toshihiko Sahashi
- Verhaal:Dekt de wedstrijden tussen Seigaku en Yamabuki
- Opmerkingen:Debuut van de 2e Seigaku-bezetting.
- Rollen:
  - Seigaku: Yuya Endo als Ryoma Echizen, Yuu Shirota als Kunimitsu Tezuka, Hiroki Suzuki als Shuichiro Oishi, Hiroki Aiba als Shusuke Fuji, Osamu Adachi als Eiji Kikumaru, Yoshikazu Kotani als Takashi Kawamura, Hirofumi Araki als Sadaharu Inui, Masaki Kaji als Takeshi Momoshiro, Kousuke Kujirai als Kaoru Kaidoh, Yusuke Ishibashi als Satoshi Horio, Toshiyuki Toyonaga als Kachiro Kato and Masaru Hotta als Katsuo Mizuno
  - Yamabuki: JURI als Jin Akutsu, Yuki Kawakubo als Taichi Dan, Masato Wada als Kiyosumi Sengoku, Hiroshi Yazaki als Kentarou Minami, Iori Hayashi als Masami Higashikata and Takahiko Yanagisawa als Muromachi Toji
  - St. Rudolph: KENN als Yuuta Fuji, Kenji Aoki als Yoshirou Akazawa, Mitsuyoshi Shinoda als Shinya Yanagisawa, Ryosuke Kato als Atsushi Kisarazu and Yuki Ohtake als Ichirou Kaneda

#### Dream Live 2nd
Dream Live 2nd
- Jaar: 2005
- Datum & Plaats: 4 mei: Tokyo Bay NK Hall (Maihama, Chiba)
- Regisseur/ Choreograaf: Yukio Ueshima
- Muziek: Toshihiko Sahashi
- Verhaal: Tweede Live Concert
- Opmerkingen: Kotaro Yanagi keert terug en deelt de rol van Ryoma Echizen opnieuw met Yuya Endo. Endo "graduates" tijdens de show en verlaat de productie.
- Rollen:
  - Seigaku: Yuya Endo als Ryoma Echizen, Kotaro Yanagi als Ryoma Echizen, Yuu Shirota als Kunimitsu Tezuka, Hiroki Suzuki als Shuichiro Oishi, Hiroki Aiba als Shusuke Fuji, Osamu Adachi als Eiji Kikumaru, Yoshikazu Kotani als Takashi Kawamura, Hirofumi Araki als Sadaharu Inui, Masaki Kaji als Takeshi Momoshiro, Kousuke Kujirai als Kaoru Kaidoh, Yusuke Ishibashi als Satoshi Horio, Toshiyuki Toyonaga als Kachiro Kato, Masaru Hotta als Katsuo Mizuno and Yukio Ueshima als Najiroh Echizen
  - Fudomine: YOH als Kippei Tachibana, Yuki Fujiwara als Akira Kamio, Mamoru Miyano als Tetsu Ishida and Shun Takagi als Masaya Sakurai
  - St. Rudolph: Hidemasa Shiozawa als Hajime Mizuki, KENN als Yuuta Fuji, Kenji Aoki als Yoshirou Akazawa, Ryosuke Kato als Atsushi Kisarazu and Yuki Ohtake als Ichirou Kaneda
  - Yamabuki: JURI als Jin Akutsu, Yuki Kawakubo als Taichi Dan, Masato Wada als Kiyosumi Sengoku, Hiroshi Yazaki als Kentarou Minami, Iori Hayashi als Masami Higashikata andTakahiko Yanagisawa als Muromachi Toji

#### The Imperial Match Hyoutei Gakuen
Imperial Match Hyoutei Gakuen
- Jaar: 2005
- Datum & Plaats: 8 augustus – 14 augustus: Nippon Seinen-kan Hall (Tokyo), 17 augustus – 20 augustus: Osaka Mielparque Hall (Osaka)
- Regisseur/ Choreograaf: Yukio Ueshima
- Muziek: Toshihiko Sahashi
- Scenario: Yuuji Mitsuya
- Verhaal: Dekt de wedstrijden tussen Seigaku en Hyoutei.
- Opmerkingen: Yanagi keert terug als Ryoma Echizen.
- Rollen:
  - Seigaku: Kotaro Yanagi als Ryoma Echizen, Yuu Shirota als Kunimitsu Tezuka, Hiroki Suzuki als Shuichiro Oishi, Hiroki Aiba als Shusuke Fuji, Osamu Adachi als Eiji Kikumaru, Yoshikazu Kotani als Takashi Kawamura, Hirofumi Araki als Sadaharu Inui, Masaki Kaji als Takeshi Momoshiro, Kousuke Kujirai als Kaoru Kaidoh, Yusuke Ishibashi als Satoshi Horio, Toshiyuki Toyonaga als Kachiro Kato and Masaru Hotta als Katsuo Mizuno
  - Hyoutei: Kazuki Kato als Keigo Atobe, Ryo Washimi als Munehiro Kabaji, Takumi Saito als Yuushi Oshitari, Ruito Aoyagi als Gakuto Mukahi, Kenta Kamakari als Ryoh Shishido, Koji Date als Ootori Chotaroh, Takuya Konma als Jirou Akutagawa and Ryunosuke Kawai als Wakashi Hiyoshi.
  - St.Rudolph: Hidemasa Shiozawa als Hajime Mizuki, KENN als Yuuta Fuji and Mitsuyoshi Shinoda als Shinya Yanagisawa.
  - Yamabuki: JURI als Jin Akutsu, Yuki Kawakubo als Taichi Dan and Masato Wada als Kiyosumi Sengoku.

#### The Imperial Match Hyoutei Gakuen in Winter 2005 - 2006
Imperial Match Hyoutei Gakuen in Winter
- Jaar: 2005 - 2006
- Datum & Plaats: 19 december – 25 december: Nippon Seinen-kan Hall (Tokyo), 28 december 2005 – 2 januari 2006: Osaka Mielparque Hall (Osaka)
- Regisseur/ Choreograaf: Yukio Ueshima
- Muziek: Toshihiko Sahashi
- Scenario: Yuuji Mitsuya
- Verhaal: Dekt de wedstrijden tussen Seigaku en Hyoutei
- Opmerkingen: Re-run van the Imperial Match Hyoutei Gakuen.
- Rollen:
  - Seigaku: Kotaro Yanagi als Ryoma Echizen, Yuu Shirota als Kunimitsu Tezuka, Hiroki Suzuki als Shuichiro Oishi, Hiroki Aiba als Shusuke Fuji, Osamu Adachi als Eiji Kikumaru, Yoshikazu Kotani als Takashi Kawamura, Hirofumi Araki als Sadaharu Inui, Masaki Kaji als Takeshi Momoshiro, Kousuke Kujirai als Kaoru Kaidoh, Yusuke Ishibashi als Satoshi Horio, Toshiyuki Toyonaga als Kachiro Kato and Masaru Hotta als Katsuo Mizuno
  - Hyoutei: Kazuki Kato als Keigo Atobe, Ryo Washimi als Munehiro Kabaji, Takumi Saito als Yuushi Oshitari, Ruito Aoyagi als Gakuto Mukahi, Kenta Kamakari als Ryoh Shishido, Koji Date als Ootori Chotaroh, Takuya Konma als Jirou Akutagawa and Ryunosuke Kawai als Wakashi Hiyoshi
  - St.Rudolph: KENN als Yuuta Fuji, Kenji Aoki als Yoshirou Akazawa
  - Yamabuki: JURI als Jin Akutsu, Masato Wada als Kiyosumi Sengoku, Hiroshi Yazaki als Kentarou Minami, Iori Hayashi als Masami Higashikata
  - Fudomine: Mamoru Miyano als Tetsu Ishida, Shun Takagi als Masaya Sakurai

#### Dream Live 3rd
Dream Live 3rd
- Jaar: 2006
- Datum & Plaats: 28 maart – 29 maart: Zepp Tokyo (Odaiba, Tokyo)
- Regisseur/ Choreograaf: Yukio Ueshima
- Muziek: Toshihiko Sahashi
- Verhaal: Derde Live Concert.
- Opmerkingen: Graduation Show voor de 2e Seigaku-bezetting, met uitzondering van Hiroki Aiba.
- Rollen:
  - Seigaku: Kotaro Yanagi als Ryoma Echizen, Yuu Shirota als Kunimitsu Tezuka, Hiroki Suzuki als Shuichiro Oishi, Hiroki Aiba als Shusuke Fuji, Osamu Adachi als Eiji Kikumaru, Yoshikazu Kotani als Takashi Kawamura, Hirofumi Araki als Sadaharu Inui, Masaki Kaji als Takeshi Momoshiro, Kousuke Kujirai als Kaoru Kaidoh, Yusuke Ishibashi als Satoshi Horio, Toshiyuki Toyonaga als Kachiro Kato, Masaru Hotta als Katsuo Mizuno and Yukio Ueshima als Najiroh Echizen
  - Hyoutei: Kazuki Kato als Keigo Atobe, Ryo Washimi als Munehiro Kabaji, Takumi Saito als Yuushi Oshitari, Ruito Aoyagi als Gakuto Mukahi, Kenta Kamakari als Ryoh Shishido, Koji Date als Ootori Chotaroh, Takuya Konma als Jirou Akutagawa and Ryunosuke Kawai als Wakashi Hiyoshi

#### Advancement Match Rokkaku feat. Hyotei Gakuen
Advancement Match Rokkaku
- Jaar: 2006
- Datum & Plaats: 3 augustus – 13 augustus: Nippon Seinen-kan Hall (Tokyo), 16 augustus – 19 augustus: Osaka Mielparque Hall (Osaka), 24 augustus – 27 augustus: Meitestu Hall (Nagoya)
- Regisseur/ Choreograaf: Yukio Ueshima
- Muziek: Toshihiko Sahashi
- Scenario: Yuuji Mitsuya
- Verhaal: Dekt de wedstrijden tussen Seigaku en Rokkaku
- Opmerkingen: Debuut van de derde Seigaku-bezetting. De originele bezetting van deze voorstelling had Takahiro Tasaki in de rol van Kaoru Kaidoh, maar deze trok zich terug en Kousuke Kujirai, die tijdens Dream Live 3rd de productie verliet, kwam terug om de rol nogmaals op zich te nemen.
- Rollen:
  - Seigaku: Dori Sakurada als Ryoma Echizen, Keisuke Minami als Kunimitsu Tezuka, Yukihiro Takiguchi als Shuichiro Oishi, Hiroki Aiba als Shusuke Fuji, Kōji Seto als Eiji Kikumaru, Kouji Watanabe als Takashi Kawamura, Masei Nakayama als Sadaharu Inui, Shinpei Takagi als Takeshi Momoshiro, Kousuke Kujirai als Kaoru Kaidoh, Masaki Hara als Satoshi Horio, Yuya Mori als Kachiro Kato and Yuki Okamoto als Katsuo Mizuno
  - Rokkaku: Kazuma Kawahara als Aoi Kentaro, Kanata Irei als Kojirou Saeki, Ryosuke Kato als Ryoh Kisarazu, Airu Shiozaki als Hikaru Amane, Shindo Gaku als Harukaze Kurobane and Shoma Ikegami als Marehiko Itsuki
  - Hyoutei: Kazuki Kato als Keigo Atobe, Ryo Washimi als Munehiro Kabaji, Takumi Saito als Yuushi Oshitari, Ruito Aoyagi als Gakuto Mukahi, Kenta Kamakari als Ryoh Shishido, Koji Date als Ootori Chotaroh, Takuya Konma als Jirou Akutagawa and Ryunosuke Kawai als Wakashi Hiyoshi

#### Absolute King Rikkai feat. Rokkaku ~ First Service
Absolute King Rikkaidai ~1st Service
- Jaar: 2006 - 2007
- Datum & Plaats: 13 december – 25 december: Nippon Seinen-kan Hall (Tokyo), 28 december 2006 – 8 januari 2007: Osaka Mielparque Hall (Osaka), 11 januari – 14 januari: Kagawa-ken Kenmin Hall (Kagawa), 18 januari – 21 januari: Sunshine Theatre (Tokyo), 25 januari – 27 januari: Nagoya Shimin Kaikan-chuu Hall (Nagoya)
- Regisseur/ Choreograaf: Yukio Ueshima
- Muziek: Toshihiko Sahashi
- Scenario: Yuuji Mitsuya
- Verhaal: Dekt de "dubbel" wedstrijden tussen Seigaku en Rikkaidai.
- Opmerkingen: Nieuwe acteurs werden ingezet voor de rollen van Kaoru Kaidoh, Kachiro Kato, and Katsuo Mizuno. Debuut van Tomo Yanagishita als Kaoru Kaidoh.
- Rollen:
  - Seigaku: Dori Sakurada als Ryoma Echizen, Keisuke Minami als Kunimitsu Tezuka, Yukihiro Takiguchi als Shuichiro Oishi, Hiroki Aiba als Shusuke Fuji, Kōji Seto als Eiji Kikumaru, Kouji Watanabe als Takashi Kawamura, Masei Nakayama als Sadaharu Inui, Shinpei Takagi als Takeshi Momoshiro, Tomo Yanagishita als Kaoru Kaidoh, Masaki Hara als Satoshi Horio, Ryou Kawamoto als Kachiro Kato and Kouichi Eguchi als Katsuo Mizuno
  - Rikkaidai: Ren Yagami als Seiichi Yukimura, Kentarou Kanesaki als Genichirou Sanada, Kento Ono als Renji Yanagi, Masataka Nakagauchi als Masaharu Niou, Toru Baba als Hiroshi Yagyuu, Genki Ookawa als Akaya Kirihara, Renn Kiriyama als Bunta Marui and Jutta Yuuki als Jackal Kuwahara
  - Rokkaku: Kazuma Kawahara als Aoi Kentaro, Kanata Irei als Kojirou Saeki, Ryosuke Kato als Ryou Kisarazu, Airu Shiozaki als Hikaru Amane, Gaku Shindo als Harukaze Kurobane and Shoma Ikegami als Marehiko Itsuki

#### Dream Live 4th
Dream Live 4th
- Jaar: 2007
- Datum & Plaats: 30 maart – 31 maart: Pacifico Yokohama National Convention Hall (Tokyo), 17 mei – 20 mei: Umeda Arts Center Theatre Drama City (Osaka)
- Regisseur/ Choreograaf: Yukio Ueshima
- Muziek: Toshihiko Sahashi
- Scenario: Yuuji Mitsuya
- Verhaal: Vierde Live Concert
- Opmerkingen: De uitvoering in maart had optredens van zowel Fudomine, als St. Rudolph, als Yamabuki, als Hyotei, als Rokkaku en Rikkaidai aanwezig, naast de Seigaku-bezetting. De uitvoeringen in mei Osaka waren naast Seigaku, ook Rikkaidai en Rokkaku geheel aanwezig. Daarnaast ware en gastoptredens van Yamabuki's Kiyosumi Sengoku and Kentarou Minami, en Hyotei's Gakuto Mukahi and Wakashi Hiyoshi. Oorspronkelijk zou Kenta Kamakari/ Hyoutei's Ryoh Shishido op het toneel verschijnen in Osaka, maar hij werd opgenomen in het ziekenhuis en kon niet langer deelnemen. Ryunosuke Kawaai als Hiyoshi naam daarop de plaats over.
- Rollen:
  - Seigaku: Dori Sakurada als Ryoma Echizen, Keisuke Minami als Kunimitsu Tezuka, Yukihiro Takiguchi als Shuichiro Oishi, Hiroki Aiba als Shusuke Fuji, Kōji Seto als Eiji Kikumaru, Kouji Watanabe als Takashi Kawamura, Masei Nakayama als Sadaharu Inui, Shinpei Takagi als Takeshi Momoshiro, Tomo Yanagishita als Kaoru Kaidoh, Masaki Hara als Satoshi Horio, Ryou Kawamoto als Kachiro Kato, Kouichi Eguchi als Katsuo Mizuno and Yukio Ueshima als Nanjiroh Echizen
  - Fudomine: YOH als Kippei Tachibana, Yuki Fujiwara als Akira Kamio, Mamoru Miyano als Tetsu Ishida and Shun Takagi als Masaya Sakurai
  - St.Rudolph: Kenji Aoki als Yoshirou Akazawa, Mitsuyoshi Shinoda als Shinya Yanagisawa, Ryosuke Kato als Atsushi Kisarazu and Yuki Ohtake als Ichirou Kaneda
  - Yamabuki: Yuki Kawakubo als Taichi Dan, Masato Wada als Kiyosumi Sengoku, Hiroshi Yazaki als Kentarou Minami, Iori Hayashi als Masami Higashikata and Takahiko Yanagisawa als Muromachi Toji,
  - Hyoutei: Ryo Washimi als Munehiro Kabaji, Ruito Aoyagi als Gakuto Mukahi, Kenta Kamakari als Ryoh Shishido, Koji Date als Chotaroh Ootori, Ryunosuke Kawai als Wakashi Hiyoshi and Takuya Konma als Jiroh Akutagawa (Kazuki Kato als Keigo Atobe and Takumi Saito als Yuushi Oshitari)
  - Rokkaku: Kazuma Kawahara als Aoi Kentaro, Kanata Irei als Kojirou Saeki, Ryosuke Kato als Ryoh Kisarazu, Airu Shiozaki als Hikaru Amane, Gaku Shindo als Harukaze Kurobane, Shoma Ikegami als Marehiko Itsuki
  - Rikkai: Ren Yagami als Seiichi Yukimura, Kentarou Kanesaki als Genichirou Sanada, Kento Ono als Renji Yanagi, Masataka Nakagauchi als Masaharu Niou, Toru Baba als Hiroshi Yagyuu, Genki Ookawa als Akaya Kirihara, Renn Kiriyama als Bunta Marui, Jutta Yuuki als Jackal Kuwahara

#### Absolute King Rikkai feat. Rokkaku ~ Second Service
Absolute King Rikkaidai ~2nd Service
- Jaar: 2007
- Datum & Plaats: 2 augustus – 15 augustus: Nippon Seinen-kan Hall (Tokyo), 18 augustus – 25 augustus: Osaka Mielparque Halla (Osaka), 28 augustus – 29 augustus: Kagawa-ken Kenmin Hall Grand Hall (Kagawa), 1 september – 2 september: Fukuoka Shimin Kaikan Dai Hall (Fukuoka), 7 september – 9 september: Gifu Shimin Kaikan Dai Hall (Gifu)
- Regisseur/ Choreograaf: Yukio Ueshima
- Muziek: Toshihiko Sahashi
- Scenario: Yuuji Mitsuya
- Verhaal:Dekt de "singles" wedstrijden tussen Seigaku en Rikkaidai.
- Opmerkingen: Graduation Show van de Derde Seigaku-bezetting, met uitzondering van Tomo Yanagishita.
- Rollen:
  - Seigaku: Dori Sakurada als Ryoma Echizen, Keisuke Minami als Kunimitsu Tezuka, Yukihiro Takiguchi als Shuichiro Oishi, Hiroki Aiba als Shusuke Fuji, Kōji Seto als Eiji Kikumaru, Kouji Watanabe als Takashi Kawamura, Masei Nakayama als Sadaharu Inui, Shinpei Takagi als Takeshi Momoshiro, Tomo Yanagishita als Kaoru Kaidoh, Masaki Hara als Satoshi Horio, Ryou Kawamoto als Kachiro Kato and Kouichi Eguchi als Katsuo Mizuno
  - Rikkai: Ren Yagami als Seiichi Yukimura, Kentarou Kanesaki als Genichirou Sanada, Kento Ono als Renji Yanagi, Masataka Nakagauchi als Masaharu Niou, Toru Baba als Hiroshi Yagyuu, Genki Ookawa als Akaya Kirihara, Renn Kiriyama als Bunta Marui and Jutta Yuuki als Jackal Kuwahara
  - Rokkaku: Kazuma Kawahara als Aoi Kentaro, Shoma Ikegami als Marehiko Itsuki, Airu Shiozaki als Hikaru Amane, Gaku Shindo als Harukaze Kurobane and Ryosuke Kato als Ryou Kisarazu
  - Higa: Luke C. als Eishirou Kite and Takeshi Hayashino als Hiroshi Chinen

#### The Progressive Match Higa Chuu feat. Rikkai
The Progressive Match Higa Chuu
- Jaar: 2007 - 2008
- Datum & Plaats: 12 december – 25 december: Nippon Seinen-kan Dai Hall (Tokyo), 28 december 2007 – 6 januari 2008: Osaka Mielparque Hall (Osaka), 11 januari – 14 januari: Kagawa-ken Kenmin Hall Small Act Hall (Kagawa), 17 januari – 20 januari: Chukyo University Center for Culture & Arts: former Nagoya Shimin Kaikan Chuu-Hall (Aichi), 25 januari – 27 januari: Komatsu Arts Theatre Urara Dai-Hall (Ishikawa), 31 januari – 3 februari: Momochi Palace Fukuoka-kenritsu Momochi Culture Center Dai-Hall (Fukuoka), 9 februari – 11 februari: Ichinoseki Cultural Center Dai-Hall(Iwate)
- Regisseur: Yukio Ueshima
- Choreograaf: Yukio Ueshima and Shinnosuke Motoyama
- Muziek: Toshihiko Sahashi
- Zangteksten: Yuuji Mitsuya
- Scenario: Hideki Mitsui
- Verhaal: Dekt de wedstrijden tussen Seigaku en Higa.
- Opmerkingen: Debuut van de Vierde Seigaku-bezetting. Tomo Yanagishita en Yuuichirou Hirata deelden de tol van Kaidoh. Vanwege ziekte bij Hijiri Shinotani werd hij halverwege vervangen door Imai Tsunemitsu.
- Rollen:
  - Seigaku: Shōgo Sakamoto als Ryoma Echizen, Daisuke Watanabe als Kunimitsu Tezuka, Yuya Toyoda als Shuichiro Oishi, Yuuta Furukawa als Shusuke Fuji, Kyousuke Hamao als Eiji Kikumaru, Hiroaki Ogasawara als Takashi Kawamura, Yuuta Takahashi als Sadaharu Inui, Tetsuya Makita als Takeshi Momoshiro, Yuuichirou Hirata als Kaoru Kaidoh and Tomo Yanagishita als Kaoru Kaidoh
  - Higa: Hijiri Shinotani als Yuujirou Kai, Imai Tsunemitsu als Yuujirou Kai, Luke C. als Eishirou Kite, Takeshi Hayashino als Hiroshi Chinen, Yasuka Saito als Rin Hirakoba and Yutaka Matsuzaki als Kei Tanishi
  - Rikkai: Ren Yagami als Seiichi Yukimura, Kentarou Kanesaki als Genichirou Sanada, Kento Ono als Renji Yanagi, Masataka Nakagauchi als Masaharu Niou, Toru Baba als Hiroshi Yagyuu, Genki Ookawa als Akaya Kirihara and Jutta Yuuki als Jackal Kuwahara
  - Rokkaku: Kanata Irei als Kojirou Saeki

#### Dream Live 5th
Dream Live 5th
- Jaar: 2008
- Datum & Plaats: 17 mei – 18 mei: Yokohama Arena (Tokyo), 24 mei – 25 mei: Kobe World Memorial Hall (Osaka)
- Regisseur: Yukio Ueshima
- Choreograaf: Yukio Ueshima and Shinnosuke Motoyama
- Muziek: Toshihiko Sahashi
- Zangteksten: Yuuji Mitsuya
- Verhaal: Vijfde Live Concert
- Opmerkingen: Yanagishita en Hirata deelden opnieuw de rol van Kaidoh. Ook de Graduation Show van Tomo Yanagishita.
- Rollen:
  - Seigaku: Shōgo Sakamoto als Ryoma Echizen, Daisuke Watanabe als Kunimitsu Tezuka, Yuya Toyoda als Shuichiro Oishi, Yuuta Furukawa als Shusuke Fuji, Kyousuke Hamao als Eiji Kikumaru, Hiroaki Ogasawara als Takashi Kawamura, Yuuta Takahashi als Sadaharu Inui, Tetsuya Makita als Takeshi Momoshiro, Yuuichirou Hirata als Kaoru Kaidoh, Tomo Yanagishita als Kaoru Kaidoh and Yukio Ueshima als Nanjiroh Echizen
  - Higa: Hijiri Shinotani als Yuujirou Kai, Luke C. als Eishirou Kite, Takeshi Hayashino als Hiroshi Chinen, Yasuka Saito als Rin Hirakoba and Yutaka Matsuzaki als Kei Tanishi
  - Rikkai: Ren Yagami als Seiichi Yukimura, Kentarou Kanesaki als Genichirou Sanada, Kento Ono als Renji Yanagi, Masataka Nakagauchi als Masaharu Niou, Toru Baba als Hiroshi Yagyuu, Genki Ookawa als Akaya Kirihara, Renn Kiriyama als Bunta Marui and Jutta Yuuki als Jackal Kuwahara
  - Rokkaku: Kazuma Kawahara als Aoi Kentaro, Kanata Irei als Kojirou Saeki, Shoma Ikegami als Marehiko Itsuki and Ryosuke Kato als Ryou Kisarazu
  - Hyoutei: Takumi Saito als Yuushi Oshitari and Ryo Washimi als Munehiro Kabaji
  - Yamabuki: JURI als Jin Akutsu
  - St.Rudolph: Yuki Ohtake als Ichiro Kaneda
  - Fudomine: Mamoru Miyano als Tetsu Ishida

#### The Imperial Presence Hyotei Gakuen feat. Higa
The Imperial Presence Hyoutei
- Jaar: 2008
- Datum & Plaats: 29 juli – 17 augustus: Nippon Seinen-kan Hall (Tokyo), 20 augustus – 24 augustus: Osaka Mielparque Hall (Osaka), 30 augustus – 31 augustus: Hiroshima Kouseinenkin kaikan (Hiroshima), 5 september – 7 september: Fukuoka Shimin Kaikan Dai-Hall (Fukuoka), 13 september – 15 september: Niigata Prefectural Civic Center Dai-Hall (Niigata), 19 september – 21 september: Nagano Shimin Kaikan (Nagano), 26 september – 28 september: Minami Souma Shimin Bunka Kaikan Dai-Hall (Fukushima), 3 oktober – 5 oktober: Aichi-ken Kinrou Kaikan (Aichi), 10 oktober – 12 oktober: NOVEL HALL (Taiwan), 17 oktober – 19 oktober: COEX (Korea), 30 oktober – 3 november: Tokyo Metropolitan Art Space Chuu-Hall (Tokyo)
- Regisseur: Yukio Ueshima
- Choreograaf: Yukio Ueshima and Shinnosuke Motoyama
- Muziek: Toshihiko Sahashi
- Zangteksten: Yuuji Mitsuya
- Scenario: Hideki Mitsui
- Verhaal: Dekt de wedstrijden tussen Seigaku en Hyoutei tijdens het Nationale kampioenschap.
- Opmerkingen: Debuut van de Vijfde Seigaku-bezetting. Omdat er tijdig geen acteur voor de rol van Shusuke Fuji kon worden gevonden, kwam Hiroki Aiba tijdelijk terug in de productie. Het is de eerste musical die ook in het buitenland (Taiwan & Zuid-Korea) werd opgevoerd, en ook de eerste musical met een dubbele Seigaku-bezetting. De acteurs voerden afwisselend de musical op. Op aandringen van de fans keerden Kazuki Kato en Takumi Saito terug tijdens de oktober shows. Om verschillende redenen nam Kei Hosogai de rol van Ryunosuke Kawai als Wakashi Hiyoshi compleet over tijdens de uitvoeringen in Hiroshima, Fukuoka en Niigata en trad op samen met Hyoutei A. Li Yong En nam de rol van Chotaroh Ootori op zich tijdens alle uitvoeringen in Taiwan.
- Rollen:
  - Seigaku 4th: Shōgo Sakamoto als Ryoma Echizen, Daisuke Watanabe als Kunimitsu Tezuka, Yuya Toyoda als Shuichiro Oishi, Yuuta Furukawa als Shusuke Fuji, Kyousuke Hamao als Eiji Kikumaru, Yuuta Takahashi als Sadaharu Inui, Tetsuya Makita als Takeshi Momoshiro, Yuuichirou Hirata als Kaoru Kaidoh, Teyu Kon als Takashi Kawamura (Korean), Ryo Yamada als Satoshi Horio, Tsubasa Itou als Kachiro Kato, Kouichi Eguchi als Katsuo Mizuno
  - Seigaku 5th: Ryuuki Takahashi als Ryoma Echizen, Ryoma Baba als Kunimitsu Tezuka, Yuki Tsujimoto als Shuichiro Oishi, Hiroki Aiba als Shusuke Fuji, Shouta Takazaki als Eiji Kikumaru, Yusuke Arai als Sadaharu Inui, Toshihiro Nobuyama als Takeshi Momoshiro, Akihiro Hayashi als Kaoru Kaidoh, Ikko Chou als Takashi Kawamura (Korean), Shun Maruyama als Satoshi Horio, Hiroki Hirai als Kachiro Kato and Masashi Watanabe als Katsuo Mizuno
  - Hyoutei A: Yuki Kubota als Keigo Atobe, Ryo Washimi als Munehiro Kabaji, Shintarou Akiyama als Yuushi Oshitari, Ruito Aoyagi als Gakuto Mukahi, Kenta Kamakari als Ryoh Shishido, Seto Yuusuke als Ootori Chotaroh, Takuya Konma als Jirou Akutagawa and Ryunosuke Kawai als Wakashi Hiyoshi
  - Hyoutei B: Masahiro Inoue als Keigo Atobe, Shintarou Akiyama als Yuushi Oshitari, Seiji Fukuyama als Gakuto Mukahi, Ryouta Murai als Ryou Shishido, Li Yong En als Choutarou Ohtori (Taiwanese), Taiki Naitou als Jirou Akutagawa, Jouji Kawada als Munehiro Kabaji and Kei Hosogai als Wakashi Hiyoshi
  - October: Kazuki Kato als Keigo Atobe and Takumi Saito als Yuushi Oshitari
  - Higa: Hijiri Shinotani als Yuujirou Kai, Luke C. als Eishirou Kite, Takeshi Hayashino als Hiroshi Chinen, Yasuka Saito als Rin Hirakoba and Yutaka Matsuzaki als Kei Tanishi

#### The Treasure Match Shitenhouji feat. Hyoutei
The Treasure Match Shitenhouji
- Jaar: 2008 - 2009
- Datum & Plaats: 13 december – 25 december: Tokyo Seinen-kan Hall (Tokyo), 28 december 2008 – 4 januari 2009: Osaka Mielparque Hall (Osaka), 10 januari – 12 januari: Shizuoka-city Shimizu Cultural Center (shizuoka), 17 januari – 18 januari: Ishikawa Kouseinenkin Kaikan (Kanazawa), 23 januari – 25 januari: Aichi-ken Kinrou Kaikan (Nagoya), 6 februari – 7 februari: Fukuoka Shimin Kaikan Dai-Hall (Fukuoka), 14 February – 15 February: Hiroshima Kouseinenkin Kaikan (Hiroshima), 21 februari – 22 februari: Shimonoseki Shimin Kaikan Dai-Hall (Shimonoseki), 28 februari – 1 maart: Iwate Prefectural Hall (Morioka), 20 maart – 22 maart: Novel Hall Shinbutai (Taiwan), 26 maart – 31 maart: Nippon Seinen-kan Hall (Tokyo)
- Regisseur: Yukio Ueshima
- Choreograaf: Yukio Ueshima and Shinnosuke Motoyama
- Muziek: Toshihiko Sahashi
- Zangteksten: Yuuji Mitsuya
- Scenario: Hideki Mitsui
- Verhaal: Dekt de wedstrijden tussen Seigaku en Shitenhouji.
- Opmerkingen: Debuut van Hashimoto Taito als Shusuke Fuji met de Vijfde Seigaku-bezetting. De uitvoeringen tussen 13 december en 25 januari werden uitgevoerd door Seigaku 4th, Shitenhouji A, Yuki Kubota als Hyoutei’s Keigo Atobe en Shintaro Akiyama als Hyoutei's Yuushi Oshitari + nog een Hyoutei team en Akutsu (A) of Tachibana (A). De uitvoeringen tussen 6 februari en 31 maart werden uitgevoerd door Seigaku 5th, Shitenhouji B, Yuki Kubota las Hyoutei’s Keigo Atobe, Ryouta Murai als Hyoutei’s Shishido Ryoh + nog een Hyoutei teamlid en Akutsu (B) of Tachibana (B).
- Rollen:
  - Seigaku 4th: Shōgo Sakamoto als Ryoma Echizen, Daisuke Watanabe als Kunimitsu Tezuka, Yuya Toyoda als Shuichiro Oishi, Yuuta Furukawa als Shusuke Fuji, Kyousuke Hamao als Eiji Kikumaru, Yuuta Takahashi als Sadaharu Inui, Tetsuya Makita als Takeshi Momoshiro, Yuuichirou Hirata als Kaoru Kaidoh, Teyu Kon als Takashi Kawamura (Korean), Ryo Yamada als Satoshi Horio, Tsubasa Itou als Kachiro Kato and Kouichi Eguchi als Katsuo Mizuno
  - Seigaku 5th: Ryuuki Takahashi als Ryoma Echizen, Ryoma Baba als Kunimitsu Tezuka, Yuki Tsujimoto als Shuichiro Oishi, Hashimoto Taito als Shusuke Fuji, Shouta Takazaki als Eiji Kikumaru, Yusuke Arai als Sadaharu Inui, Toshihiro Nobuyama als Takeshi Momoshiro, Akihiro Hayashi als Kaoru Kaidoh, Ikko Chou als Takashi Kawamura (Korean), Shun Maruyama als Satoshi Horio, Hiroki Hirai als Kachiro Kato and Rie Takahashi als Katsuo Mizuno
  - Shitenhouji A: Harukawa Kyousuke als Kuranosuke Shiraishi, Kido Yuuya als Kintarō Tooyama, Ryuuko Isogai als Senri Chitose, Uehara Takuya als Kenya Oshitari, Hisanori Satou als Hikaru Zaizen, Yuusuke Hirose als Gin Ishida, Takeya Nishiyama als Koharu Konjiki and Ryo Hirano als Yuuji Hitōji
  - Shitenhouji B: Yoshihide Sasaki als Kuranosuke Shiraishi, Takuya Kawaharada als Kintarō Tooyama, Masashi Ooyama als Senri Chitose, Kouki Mizuta als Kenya Oshitari, Bishin Kawasumi als Hikaru Zaizen, Yuuta Yoneyama als Gin Ishida, Manabu Iizumi als Koharu Konjiki and Makoto Uenobori als Yuuji Hitōji
  - Fudomine: Takashi Kitadai als Kippei Tachibana (A) and YOH als Kippei Tachibana (B)
  - Yamabuki: JURI als Jin Akutsu (A) and Ryoutarou Shimizu als Jin Akutsu (B)

#### Dream Live 6th
Dream Live 6th
- Jaar: 2009
- Datum & Plaats: 2 mei – 3 mei: Tokyo Metropolitan Gymnasium (Tokyo), 9 mei – 10 mei: Kobe World Memorial Hall (Kobe)
- Regisseur: Yukio Ueshima
- Choreograaf: Yukio Ueshima and Shinnosuke Motoyama
- Muziek: Toshihiko Sahashi
- Zangteksten: Yuuji Mitsuya
- Scenario: Hideki Mitsui
- Verhaal: Zesde Live Concert
- Opmerkingen: Graduation Show van de Vierde Seigaku-bezetting.Bishin Kawasumi keerde niet terug en Hisanori Satou nam de rol van Zaizen op zich in zowel de A als de B bezetting van Shitenhouji.
- Rollen:
  - Seigaku 4th: Shōgo Sakamoto als Ryoma Echizen, Daisuke Watanabe als Kunimitsu Tezuka, Yuya Toyoda als Shuichiro Oishi, Yuuta Furukawa als Shusuke Fuji, Kyousuke Hamao als Eiji Kikumaru, Yuuta Takahashi als Sadaharu Inui, Tetsuya Makita als Takeshi Momoshiro, Yuuichirou Hirata als Kaoru Kaidoh, Teyu Kon als Takashi Kawamura (Korean), Ryo Yamada als Satoshi Horio, Tsubasa Itou als Kachiro Kato, Kouichi Eguchi als Katsuo Mizuno
  - Seigaku 5th: Ryuuki Takahashi als Ryoma Echizen, Ryoma Baba als Kunimitsu Tezuka, Yuki Tsujimoto als Shuichiro Oishi, Hashimoto Taito als Shusuke Fuji, Shouta Takazaki als Eiji Kikumaru, Yusuke Arai als Sadaharu Inui, Toshihiro Nobuyama als Takeshi Momoshiro, Akihiro Hayashi als Kaoru Kaidoh, Ikko Chou als Takashi Kawamura (Korean), Shun Maruyama als Satoshi Horio, Hiroki Hirai als Kachiro Kato and Rie Takahashi als Katsuo Mizuno and Yukio Ueshima als Nanjiroh Echizen
  - Shitenhouji A: Harukawa Kyousuke als Kuranosuke Shiraishi, Kido Yuuya als Kintarō Tooyama, Ryuuko Isogai als Senri Chitose, Uehara Takuya als Kenya Oshitari, Hisanori Satou als Hikaru Zaizen, Yuusuke Hirose als Gin Ishida, Takeya Nishiyama als Koharu Konjiki and Ryo Hirano als Yuuji Hitōji
  - Shitenhouji B: Yoshihide Sasaki als Kuranosuke Shiraishi, Takuya Kawaharada als Kintarō Tooyama, Masashi Ooyama als Senri Chitose, Kouki Mizuta als Kenya Oshitari, Yuuta Yoneyama als Gin Ishida, Manabu Iizumi als Koharu Konjiki andMakoto Uenobori als Yuuji Hitōji
  - Hyoutei: Yuki Kubota als Keigo Atobe, Shintaro Akiyama als Yuushi Oshitari, Seiji Fukuyama als Gakuto Mukahi, Ryota Murai als Ryou Shishido, Yusuke Seto als Choutarou Ootori, Taiki Naito als Jirou Akutagawa, Joji Kawada als Munehiro Kabaji and Kei Hosogai als Wakashi Hiyoshi
  - Higa: Luke C. als Eishirou Kite, Takeshi Hayashino als Hiroshi Chinen and Yutaka Matsuzaki als Kei Tanishi
  - Rikkai: Kentarou Kanesaki als Genichirou Sanada
  - Yamabuki: Ryotaro Shimizu als Jin Akutsu
  - Fudomine:Takashi Kitadai als Kippei Tachibana

#### The Final Match Rikkai First feat. Shitenhouji
The Final Match Rikkaidai First
- Jaar: 2009
- Datum & Plaats:30 juli – 16 augustus: Nippon Seinen-kan Hall (Tokyo), 19 augustus – 26 augustus: Osaka Mielparque Hall (Osaka), 29 augustus – 30 augustus: Hiroshima Kouseinenkin Kaikan (Hiroshima), 4 september – 6 september: Aichi-ken Kinrou Kaikan (Nagoya), 19 september – 21 september: Sendai Cultural Foundation Izumiti21 (Sendai), 26 september – 27 september: Fukuoka Shimin Kaikan Dai-Hall (Fukuoka), 1 oktober – 4 October: JCB Hall (Tokyo), 4 oktober 17:00: ‘Live Viewing’ 19 cinema’s all around the country
- Regisseur: Yukio Ueshima
- Choreograaf: Yukio Ueshima and Shinnosuke Motoyama
- Muziek: Toshihiko Sahashi
- Zangteksten: Yuuji Mitsuya
- Scenario: Hideki Mitsui
- Verhaal: Dekt alle wedstrijden, met uitzonderlijk van "singles 1", tussen Seigaku en Rikkaidai tijdens het Nationale kampioenschap.
- Opmerkingen:
- Rollen:
  - Seigaku: Ryuuki Takahashi als Ryoma Echizen, Ryoma Baba als Kunimitsu Tezuka, Yuki Tsujimoto als Shuichiro Oishi, Hashimoto Taito als Shusuke Fuji, Shouta Takazaki als Eiji Kikumaru, Yusuke Arai als Sadaharu Inui, Ikko Chou als Takashi Kawamura (Korean), Toshihiro Nobuyama als Takeshi Momoshiro, Akihiro Hayashi als Kaoru Kaidoh, Shun Maruyama als Satoshi Horio, Hiroki Hirai als Kachiro Kato and Rie Takahashi als Katsuo Mizuno
  - Rikkai: Toshiki Masuda als Seiichi Yukimura, Kentarou Kanesaki als Genichirou Sanada, Yuuki Yamaoki als Renji Yanagi, Toru Baba als Hiroshi Yagyuu, Masataka Nakagauchi als Masaharu Niou, Genki Ookawa als Akaya Kirihara, Mio Akaba als Bunta Marui and Shingo Toda als Jackal Kuwahara
  - Rikkai Support: Onoda Ryuunosuke als Hiroshi Yagyuu, Taisuke Wada als Masaharu Niou and Mitsuaki Nishimura als Akaya Kirihara
  - Shitenhouji A: Harukawa Kyousuke als Kuranosuke Shiraishi, Kido Yuuya als Kintarō Tooyama, Ryuuko Isogai als Senri Chitose, Uehara Takuya als Kenya Oshitari, Hisanori Satou als Hikaru Zaizen, Yuusuke Hirose als Gin Ishida, Takeya Nishiyama als Koharu Konjiki and Ryo Hirano als Yuuji Hitōji
  - Shitenhouji B: Yoshihide Sasaki als Kuranosuke Shiraishi, Takuya Kawaharada als Kintarō Tooyama, Masashi Ooyama als Senri Chitose, Kouki Mizuta als Kenya Oshitari, Yuuta Yoneyama als Gin Ishida, Manabu Iizumi als Koharu Konjiki andMakoto Uenobori als Yuuji Hitōji

#### The Final Match Rikkai Second feat. Rivals
The Final Match Rikkaidai Second
- Jaar: 2009 - 2010
- Datum & Plaats: 17 december – 24 december: Nippon Seinen-kan Hall (Tokyo), 27 december 2009 – 11 januari 2010: Osaka Mielparque Hall (Osaka), 15 januari – 17 januari: Chukyo University Center for Culture & Arts: former Nagoya Shimin Kaikan Chuu-Hall (Nagoya), 29 januari – 30 januari: Honda no Mori Hall former Ishikawa Kouseinenkin Kaikan (Kanazawa), 5 februari – 7 februari: Hiroshima Kouseinenkin Kaikan (Hiroshima), 12 februari – 13 februari: Fukuoka Sun Palace (Fukuoka), 20 februari – 21 februari: Natori City Cultural Foundation (Sendai), 26 februari – 14 maart: JCB HALL (Tokyo), 14 maart 17:00: ‘Live Viewing’ 27 cinemas all around the country
- Regisseur: Yukio Ueshima
- Choreograaf: Yukio Ueshima and Shinnosuke Motoyama
- Muziek: Toshihiko Sahashi
- Zangteksten: Yuuji Mitsuya
- Scenario: Hideki Mitsui
- Verhaal: Dekt de "singles 1" wedstrijd tussen Ryoma Echizen en Seiichi Yukimura tijdens het Nationale kampioenschap.
- Opmerkingen: Laatste story-line musical
- Rollen:
  - Seigaku: Ryuuki Takahashi als Ryoma Echizen, Ryoma Baba als Kunimitsu Tezuka, Yuki Tsujimoto als Shuichiro Oishi, Hashimoto Taito als Shusuke Fuji, Shouta Takazaki als Eiji Kikumaru, Yusuke Arai als Sadaharu Inui, Ikko Chou als Takashi Kawamura (Korean), Toshihiro Nobuyama als Takeshi Momoshiro, Akihiro Hayashi als Kaoru Kaidoh, Shun Maruyama als Satoshi Horio, Hiroki Hirai als Kachiro Kato, Rie Takahashi als Katsuo Mizuno, Yukio Ueshima als Nanjiroh Echizen and Shinnosuke Motoyama als Nanjiroh Echizen
  - Rikkai: Toshiki Masuda als Seiichi Yukimura, Kentarou Kanesaki als Genichirou Sanada, Yuuki Yamaoki als Renji Yanagi, Toru Baba als Hiroshi Yagyuu, Masataka Nakagauchi als Masaharu Niou, Genki Ookawa als Akaya Kirihara, Mio Akaba als Bunta Marui and Shingo Toda als Jackal Kuwahara
  - Rikkai Support: Onoda Ryuunosuke als Hiroshi Yagyuu, Taisuke Wada als Masaharu Niou and Mitsuaki Nishimura als Akaya Kirihara
  - Fudomine: Oota Motohiro als Shinji Ibu
  - St.Rudolph: KENN als Yuuta Fuji
  - Yamabuki: JURI als Jin Akutsu and Ryotaro Shimizu als Jin Akutsu
  - Hyoutei: Yuki Kubota als Keigo Atobe and Kei Hosogai als Wakashi Hiyoshi
  - Higa: Yutaka Matsuzaki als Kei Tanishi
  - Shitenhouji: Harukawa Kyousuke als Kuranosuke Shiraishi (A), Yoshihide Sasaki als Kuranosuke Shiraishi (B), Kido Yuuya als Kintarō Tooyama (A), Takuya Kawaharada als Kintarō Tooyama (B)

#### Dream Live 7th
Dream Live 7th
- Jaar: 2010
- Datum & Plaats: 7 mei – 9 mei: Kobe World Memorial Hall (Kobe), 20 mei – 23 mei: Yokohama Arena (Yokohama)
- Regisseur: Yukio Ueshima
- Choreograaf: Yukio Ueshima and Shinnosuke Motoyama
- Muziek: Toshihiko Sahashi
- Zangteksten: Yuuji Mitsuya
- Scenario: Hideki Mitsui
- Verhaal: Zevende Live Concert
- Opmerkingen: Graduation Show van de Vijfde Seigaku-bezetting. Laatste musical van het eerste seizoen. Gastoptreden van de Eerste Seigaku-bezetting en andere ex-tenimyu'ers.
- Rollen:
  - Seigaku 5th: Ryuuki Takahashi als Ryoma Echizen, Ryoma Baba als Kunimitsu Tezuka, Yuki Tsujimoto als Shuichiro Oishi, Hashimoto Taito als Shusuke Fuji, Shouta Takazaki als Eiji Kikumaru, Yusuke Arai als Sadaharu Inui, Ikko Chou als Takashi Kawamura (Korean), Toshihiro Nobuyama als Takeshi Momoshiro, Akihiro Hayashi als Kaoru Kaidoh, Shun Maruyama als Satoshi Horio, Hiroki Hirai als Kachiro Kato, Rie Takahashi als Katsuo Mizuno, Yukio Ueshima als Nanjiroh Echizen and Shinnosuke Motoyama als Nanjiroh Echizen
  - Rikkai: Toshiki Masuda als Seiichi Yukimura, Kentarou Kanesaki als Genichirou Sanada, Yuuki Yamaoki als Renji Yanagi, Toru Baba als Hiroshi Yagyuu, Masataka Nakagauchi als Masaharu Niou, Mio Akaba als Bunta Marui, Shingo Toda als Jackal Kuwahara and Genki Ookawa als Akaya Kirihara
  - Rikkai Support: Onoda Ryuunosuke als Hiroshi Yagyuu, Taisuke Wada als Masaharu Niou and Mitsuaki Nishimura als Akaya Kirihara
  - Shitenhouji A: Harukawa Kyousuke als Kuranosuke Shiraishi, Kido Yuuya als Kintarō Tooyama, Ryuuko Isogai als Senri Chitose, Hisanori Satou als Hikaru Zaizen, Yuusuke Hirose als Gin Ishida, Takeya Nishiyama als Koharu Konjiki and Ryo Hirano als Yuuji Hitōji
  - Shitenhouji B: Yoshihide Sasaki als Kuranosuke Shiraishi, Takuya Kawaharada als Kintarō Tooyama, Masashi Ooyama als Senri Chitose, Kouki Mizuta als Kenya Oshitari, Yuuta Yoneyama als Gin Ishida, Manabu Iizumi als Koharu Konjiki and Makoto Uenobori als Yuuji Hitōji
  - Fudomine: Oota Motohiro als Shinji Ibu
  - St.Rudolph: KENN als Yuuta Fuji
  - Yamabuki: JURI als Jin Akutsu and Ryotaro Shimizu als Jin Akutsu
  - Hyoutei: Yuki Kubota als Keigo Atobe and Kei Hosogai als Wakashi Hiyoshi
  - Rokkaku: Airu Shiozaki als Hikaru Amane and Ryosuke Kato als Ryou Kisarazu
  - Higa:  Yutaka Matsuzaki als Kei Tanishi
  - Seigaku 1st: Kotaro Yanagi als Ryoma Echizen, Eiji Takigawa als Kunimitsu Tezuka, Tsuchiya Yuichi als Shuichiro Oishi, Kimeru als Shusuke Fuji, Takashi Nagayama als Eiji Kikumaru, Sota Aoyama als Sadaharu Inui, Eiki Kitamura als Takashi Kawamura, Eiji Moriyama als Takeshi Momoshiro and Naoya Gomoto als Kaoru Kaidoh

## Tweede Seizoen

#### Seigaku VS Fudomine
Seigaku VS Fudomine
- Jaar: 2011
- Datum & Plaats: 5 januari – 16 januari: JCB HALL (Tokyo), 19 januari – 23 januari: Osaka Mielparque Hall (Osaka), 26 januari – 11 februari: Nippon Seinen-kan Dai-Hall (Tokyo)
- Bewerking&Productie: Yoshiko Iseki
- Supervisor: Yukio Ueshima
- Choreograaf: Shinnosuke Motoyama
- Muziek: Toshihiko Sahashi
- Zangteksten: Yuuji Mitsuya
- Scenario: Hideki Mitsui
- Verhaal: Dekt de periode tussen Echizen aankomst op Seigaku en het einde van de wedstrijd tussen Seigaku en Fudomine.
- Opmerkingen: Eerste musical van het tweede seizoen. Debuut van de Zesde Seigaku-bezetting.
- Rollen:
  - Seigaku: Yuuki Ogoe als Ryoma Echizen, Takuma Wada als Kunimitsu Tezuka, Jin Hiramaki als Shuichiro Oishi, Ryou Mitsuya als Shusuke Fuji, Yuta Koseki als Eiji Kikumaru, Teruma als Sadaharu Inui, Tomohiro Tsurumi als Takashi Kawamura, Toru Kamitsuru als Takeshi Momoshiro, Ryousuke Ikeoka als Kaoru Kaidoh, kento Masui als Satoshi Horio, Shunya Oohira als Kachiro Kato, Mizuki Oono als Katsuo Mizuno en Shinnosuke Motoyama als Nanjiroh Echizen
  - Fudomine: Yuusuke Ueda als Kippei Tachibana, Kazuhiro Okazaki als Shinji Ibu, Kinari Hirano als Akira Kamio, Kyoushirou Takagi als Tetsu Ishida, Fumiya Takahashi als Masaya Sakurai, Mao Kato als Kyosuke Uchimura en Youichiro Omi als Tatsunori Mori

#### Seigaku VS St.Rudolph/ Yamabuki
Seigaku VS St.Rudolph and Yamabuki
- Jaar: 2011
- Datum & Plaats: 31 maart – 17 april: Tokyo Dome City Hall (Tokyo), 27 april - 3 mei: Osaka Mielparque Hall (Osaka), 8 mei – 15 mei: Tokyo Dome City Hall (Tokyo)
- Bewerking&Productie:Yoshiko Iseki
- Supervisor: Yukio Ueshima
- Choreograaf: Shinnosuke Motoyama
- Muziek: Toshihiko Sahashi
- Zangteksten: Yuuji Mitsuya
- Scenario: Hideki Mitsui
- Verhaal: Dekt de wedstrijden tussen Seigaku en St.Rudolph & Seigaku en Yamabuki.
- Opmerkingen: Alle uitvoeringen tussen 31 maart en 7 april zijn afgelast in verband met de aardbevingen en tsunami die Japan troffen op 11 maart 2011[44]
- Rollen:
  - Seigaku: Yuuki Ogoe als Ryoma Echizen, Takuma Wada als Kunimitsu Tezuka, Jin Hiramaki als Shuichiro Oishi, Ryou Mitsuya als Shusuke Fuji, Yuta Koseki als Eiji Kikumaru, Teruma als Sadaharu Inui, Tomohiro Tsurumi als Takashi Kawamura, Toru Kamitsuru als Takeshi Momoshiro, Ryousuke Ikeoka als Kaoru Kaidoh, kento Masui als Satoshi Horio, Shunya Oohira als Kachiro Kato, Mizuki Oono als Katsuo Mizuno en Shinnosuke Motoyama als Nanjiroh Echizen
  - St. Rudolph: Yutaka Kobayashi als Hajime Mizuki, Seiya Konishi als Yuuta Fuji, Kenta Iduka als Yoshirou Akazawa, Sho Jin’nai als Shinya Yanagisawa, Daisuke Hirose als Atsushi Kisarazu, Shotaro Ookubo als Ichirou Kaneda
  - Yamabuki: Takuya Kishimoto als Jin Akutsu, Reiya Masaki als Taichi Dan, Seiya als Kiyosumi Sengoku, Joji Saotome als Kentarou Minami, Takeshi Terayama als Masami Higashikata and Kensho Ono als Muromachi Toji

#### Seigaku VS Hyoutei
Seigaku VS Hyoutei
- Jaar: 2011
- Datum & Plaats: 15 juli - 31 juli: Tokyo Dome City Hall (Tokyo), 10 augustus - 21 augustus: Osaka Mielparque Hall (Osaka), 31 augustus - 4 september: Chukyo University Center for Culture & Arts(Nagoya), 8 september - 11 september: Canal City (Fukuoka), 22 september - 24 september: Tokyo Dome City hall (Tokyo)
- Bewerking&Productie:Yoshiko Iseki
- Supervisor: Yukio Ueshima
- Choreograaf: Shinnosuke Motoyama
- Muziek: Toshihiko Sahashi
- Zangteksten: Yuuji Mitsuya
- Scenario: Hideki Mitsui
- Verhaal: Dekt de wedstrijden tussen Seigaku en Hyoutei
- Opmerkingen: Mao Kato & Youichiro Omi, Sho Jin'nai & Daisuke Hirose, Joji Saotome & Takeshi Terayama zijn om de beurt te gast in de uitvoeringen
- Rollen:
  - Seigaku: Yuuki Ogoe als Ryoma Echizen, Takuma Wada als Kunimitsu Tezuka, Jin Hiramaki als Shuichiro Oishi, Ryou Mitsuya als Shusuke Fuji, Yuta Koseki als Eiji Kikumaru, Teruma als Sadaharu Inui, Tomohiro Tsurumi als Takashi Kawamura, Toru Kamitsuru als Takeshi Momoshiro, Ryousuke Ikeoka als Kaoru Kaidoh, kento Masui als Satoshi Horio, Shunya Oohira als Kachiro Kato, Mizuki Oono als Katsuo Mizuno en Shinnosuke Motoyama als Nanjiroh Echizen
  - Hyoutei: Tsunenori Aoki als Keigo Atobe, Takuya Kikuchi als Yuushi Oshitari, Jun Shison als Gakuto Mukahi, Kousuke Kuwano als Ryou Shishido, Tomoru Akazawa als Jirou Akutagawa, Hiroyuki Furuie als Munehiro Kabaji, Kento Nishijima als Haginosuke Taki, Jin Shirasu als Choutarou Ootori en Daiki Ise als Wakashi Hiyoshi
  - Fudomine: Kinari Hirano als Akira Kamio, Mao Kato als Kyosuke Uchimura en Youichiro Omi als Tatsunori Mori
  - St. Rudolph: Seiya Konishi als Yuuta Fuji, Sho Jin’nai als Shinya Yanagisawa en Daisuke Hirose als Atsushi Kisarazu
  - Yamabuki: Seiya als Kiyosumi Sengoku, Joji Saotome als Kentarou Minami en Takeshi Terayama als Masami Higashikata